# Вира (Оклахома)
Вира (енгл. Vera) град је у америчкој савезној држави Оклахома.

## Демографија
По попису из 2010. године број становника је 241, што је 53 (28,2%) становника више него 2000. године.
| Група             | 2000.       | 2010.       |
| Белци             | 152 (80,9%) | 181 (75,1%) |
| Афроамериканци    | 0 (0,0%)    | 0 (0,0%)    |
| Азијати           | 3 (1,6%)    | 0 (0,0%)    |
| Хиспаноамериканци | 0 (0,0%)    | 0 (0,0%)    |
| Укупно            | 188         | 241         |